# Subregión

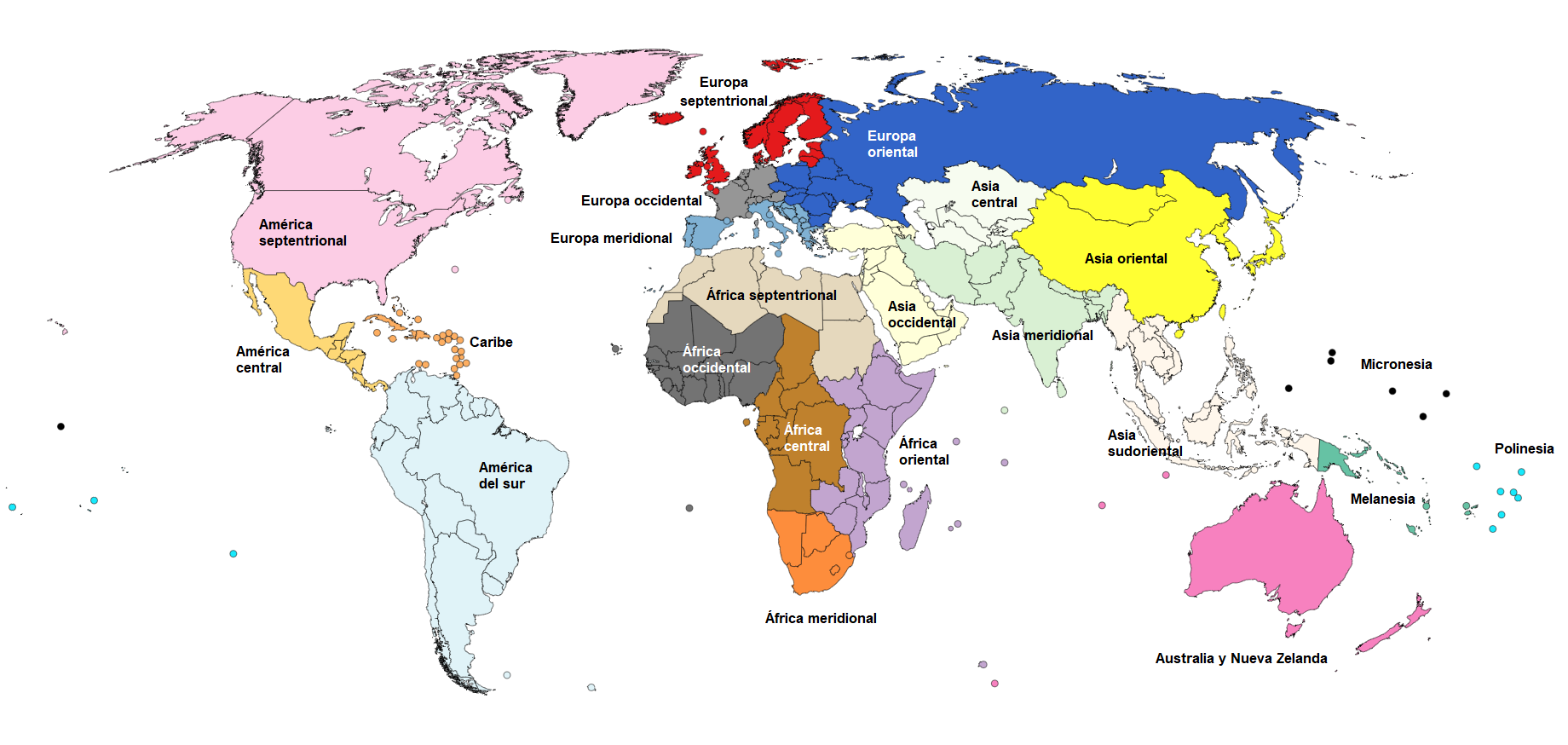
Geoesquema de la ONU, creado por la División de Estadísticas de las Naciones Unidas. Por razones de coherencia estadística cada país tiene su territorio íntegramente en solo una subregión, por ej. Rusia en Europa del Este, aunque también tenga parte del territorio en Asia.

Una subregión es una subdivisión territorial de una región o continente basada usualmente en la localización. Los puntos cardinales suelen ser elementos básicos para nombrar a las subregiones.

## Subregiones de la ONU
La División Estadística de la ONU se encarga de recoger, procesar y difundir información estadística para la ONU. En 1999, desarrolló un sistema de regiones macrogeográficas (continentes), subregiones y grupos económicos seleccionados para publicar los avances en los Objetivos de Desarrollo del Milenio mundiales. Este geoesquema fue creado para propósitos de análisis estadístico. La primera publicación de esta división fue el libro World's Women 2000: Trends and Statistics en el año 2000.
Sin embargo este esquema es usado por muchos otros cuerpos de la ONU, junto a otros esquemas. Según la ONU estas divisiones geográficas no implican necesariamente ninguna afiliación política entre países o territorios hecha por la organización.

## Subregiones según varios criterios
En la tabla que sigue, no exhaustiva, se recogen las subdivisiones principales según varios criterios. En el geoesquema de la ONU las subregiones se ordenan en cinco macrorregiones correspondientes a los cinco continentes del modelo continental tradicional.
| Continente | Subregión ONU     | Geografía                                            | Geografía                     | Geografía       | Geología: Ramiah RAGU       | Economía         |
| África     | África del Norte  | África del Norte                                     | Magreb                        | -               | Cratón de Kaapvaal          |                  |
| África     | África del Oeste  | África del Norte                                     | Sahel                         | -               | Cratón de Zimbabue          |                  |
| África     | África Central    | África subsahariana                                  | África del Oeste              |                 |                             |                  |
| África     | África del Este   | África subsahariana                                  | África del Este               |                 |                             |                  |
| África     | África del Sur    | África subsahariana                                  | Cuerno de África              |                 |                             |                  |
| África     | -                 | África subsahariana                                  | África Central                |                 |                             |                  |
| África     | -                 | África subsahariana                                  | Congo                         |                 |                             |                  |
| África     | -                 | África subsahariana                                  | África del Sur                |                 |                             |                  |
| África     | -                 | África subsahariana                                  | Sudán (región)                |                 |                             |                  |
| América    | América del Norte | América del Norte                                    | Ártico canadiense             | -               | Escudo Canadiense           | NAFTA            |
| América    | -                 | América del Norte                                    | Gran Cuenca                   | -               | Cratón de América del Norte | CARICOM          |
| América    | -                 | América del Norte                                    | Grandes Llanuras              | -               | Cratón de Slave             | CAFTA            |
| América    | -                 | América del Norte                                    | Grandes Lagos                 | -               | Cratón de Superior          |                  |
| América    | Caribe            | Antillas                                             | Antillas Mayores              | -               | Cratón de Wyoming           |                  |
| América    | -                 | Antillas                                             | Antillas Menores              |                 |                             |                  |
| América    | América Central   |                                                      |                               |                 |                             |                  |
| América    | América del Sur   | América del Sur                                      | Altiplano (Meseta del Collao) | -               | -                           | UNASUR           |
| América    | -                 | América del Sur                                      | Cuenca amazónica              | -               | -                           | Comunidad Andina |
| América    | -                 | América del Sur                                      | Andes                         | -               | -                           | Mercosur         |
| América    | -                 | América del Sur                                      | Caribe Sudamericano           |                 |                             |                  |
| América    | -                 | América del Sur                                      | Gran Chaco                    |                 |                             |                  |
| América    | -                 | América del Sur                                      | Guayanas                      |                 |                             |                  |
| América    | -                 | América del Sur                                      | Pampa                         |                 |                             |                  |
| América    | -                 | América del Sur                                      | Pantanal                      |                 |                             |                  |
| América    | -                 | América del Sur                                      | Patagonia                     |                 |                             |                  |
| América    | -                 | América del Sur                                      | Cono Sur                      |                 |                             |                  |
| Asia       | Asia Central      | Asia Central                                         | -                             | Oriente Próximo |                             |                  |
| Asia       | -                 | -                                                    | -                             | Oriente Medio   |                             |                  |
| Asia       | -                 | -                                                    | -                             | Oriente Lejano  |                             |                  |
| Asia       | Asia Occidental   | Asia del Suroeste                                    | Arabia                        |                 |                             |                  |
| Asia       | -                 | Asia del Suroeste                                    | Anatolia                      |                 |                             |                  |
| Asia       | -                 | Asia del Suroeste                                    | Cáucaso                       |                 |                             |                  |
| Asia       | -                 | Asia del Suroeste                                    | Levante                       |                 |                             |                  |
| Asia       | -                 | Asia del Suroeste                                    | Mesopotamia                   |                 |                             |                  |
| Asia       | -                 | Asia del Suroeste                                    | Kurdistán                     |                 |                             |                  |
| Asia       | -                 | Asia del Suroeste                                    | Meseta iraní                  |                 |                             |                  |
| Asia       | Asia del Sur      | Asia del Sur y Subcontinente indio, a veces Indostán | Países del Himalaya           |                 |                             |                  |
| Asia       | -                 | Asia del Sur y Subcontinente indio, a veces Indostán | Llanura Indo-Gangética        |                 |                             |                  |
| Asia       | -                 | Asia del Sur y Subcontinente indio, a veces Indostán | Decán/India del Sur           |                 |                             |                  |
| Asia       | -                 | Asia del Sur y Subcontinente indio, a veces Indostán | Países del Índico             |                 |                             |                  |
| Asia       | -                 | Asia del Sur y Subcontinente indio, a veces Indostán | India del Sur                 |                 |                             |                  |
| Asia       | -                 | Asia del Sur y Subcontinente indio, a veces Indostán | India del Norte               |                 |                             |                  |
| Asia       | -                 | Asia del Sur y Subcontinente indio, a veces Indostán | India del Este                |                 |                             |                  |
| Asia       | -                 | Asia del Sur y Subcontinente indio, a veces Indostán | India del Noreste             |                 |                             |                  |
| Asia       | -                 | Asia del Sur y Subcontinente indio, a veces Indostán | India del Oeste               |                 |                             |                  |
| Asia       | Asia Oriental     | Asia del Este                                        |                               |                 |                             |                  |
| Asia       | Sudeste Asiático  | Asia del Sureste                                     | Insulindia                    |                 |                             |                  |
| Asia       | -                 | Asia del Sureste                                     | Indochina                     |                 |                             |                  |
| Asia       | -                 | Asia del Norte (ver Siberia)                         |                               |                 |                             |                  |
| Asia       | -                 | Asia del Noreste                                     |                               |                 |                             |                  |
| Europa     | Europa del Oeste  | Península ibérica                                    | Países bálticos               | -               | Escudo Báltico              |                  |
| Europa     | Europa del Norte  | Península escandinava                                | Países nórdicos               | -               | Escudos Ucranianos          |                  |
| Europa     | Europa del Sur    | Península itálica                                    | Península ibérica             | -               | Cratón de Europa del Este   |                  |
| Europa     | Europa del Este   | Península balcánica                                  | Europa Central                |                 |                             |                  |
| Europa     | -                 | -                                                    | Benelux                       |                 |                             |                  |
| Europa     | -                 | -                                                    | Grupo Visegrád                |                 |                             |                  |
| Oceanía    | Australasia       |                                                      | -                             | -               | Cratón de Yilgarn           |                  |
| Oceanía    | Melanesia         |                                                      |                               |                 |                             |                  |
| Oceanía    | Micronesia        |                                                      |                               |                 |                             |                  |
| Oceanía    | Polinesia         |                                                      |                               |                 |                             |                  |